# Municipio de Riverside (condado de Sedgwick)
El municipio de Riverside (en inglés: Riverside Township) es un municipio ubicado en el condado de Sedgwick en el estado estadounidense de Kansas. En el año 2010 tenía una población de 13615 habitantes y una densidad poblacional de 342,15 personas por km².

## Geografía
El municipio de Riverside se encuentra ubicado en las coordenadas 37°35′8″N 97°17′24″O / 37.58556, -97.29000. Según la Oficina del Censo de los Estados Unidos, el municipio tiene una superficie total de 39.79 km², de la cual 38.81 km² corresponden a tierra firme y (2.47%) 0.98 km² es agua.

## Demografía
Según el censo de 2010, había 13615 personas residiendo en el municipio de Riverside. La densidad de población era de 342,15 hab./km². De los 13615 habitantes, el municipio de Riverside estaba compuesto por el 83.91% blancos, el 2.09% eran afroamericanos, el 1.89% eran amerindios, el 4.55% eran asiáticos, el 0.1% eran isleños del Pacífico, el 3.64% eran de otras razas y el 3.8% pertenecían a dos o más razas. Del total de la población el 10.43% eran hispanos o latinos de cualquier raza.